# Edith Strumpf
Edith Strumpf (* 30. Juli 1938 in Frankfurt am Main) ist eine hessische Politikerin (FDP) und ehemalige Abgeordnete des Hessischen Landtags.

## Ausbildung und Beruf
Strumpf machte nach dem Realschulabschluss eine kaufmännische Lehre und war Mitarbeiterin einer Bank. Später arbeitete sie im Bereich Unternehmenskommunikation der Fraport (früher FAG) und ist seit 1998 im Ruhestand. Strumpf ist verheiratet und hat zwei Töchter.

## Politik
Strumpf ist seit 1968 Mitglied der FDP und war dort ab 1981 Frankfurter Kreisvorsitzende. Edith Strumpf rückte am 15. Dezember 1978 für Dr. Werner Brans in den Hessischen Landtag nach und schied am 30. November 1982 aus.

## Sonstige Ämter
Strumpf ist langjähriges Mitglied im Rundfunkrat des Hessischen Rundfunks. Mitglied in diesem Gremium war sie von 1985 bis 1996 und von 1999 bis 2004 als Vertreterin der Frauenorganisationen des Landes Hessen. Zwischen 1987 und 1994 war sie stellvertretende Vorsitzende des Rundfunkrates, von November 1994 bis Ende 1996 und von 2001 bis 2004 Vorsitzende. Seit dem 1. Januar 2005 ist sie Mitglied im Verwaltungsrat des HR.

## Ehrungen
Edith Strumpf erhielt 1992 das Bundesverdienstkreuz am Bande und 2005 das Bundesverdienstkreuz 1. Klasse.

## Weblink
- Edith Strumpf. Abgeordnete. In: Hessische Parlamentarismusgeschichte Online. HLGL & Uni Marburg, abgerufen am 4. September 2024 (Stand 30. Juli 2024).

| Personendaten    | Personendaten                   |
| ---------------- | ------------------------------- |
| NAME             | Strumpf, Edith                  |
| KURZBESCHREIBUNG | deutsche Politikerin (FDP), MdL |
| GEBURTSDATUM     | 30. Juli 1938                   |
| GEBURTSORT       | Frankfurt am Main               |